# Karl Friedrich Horch
Karl Friedrich Horch (* 28. August 1887 in Trarbach; † 19. September 1955 in Traben-Trarbach) war ein deutscher Politiker (SPD).

## Leben
Horch besuchte die Volksschule und lebte als selbstständiger Winzer. 
Vor 1933 war Horch Führer des Reichsbanners Schwarz-Rot-Gold in Traben-Trarbach. Nach dem 20. Juli 1944 wurde er im Rahmen der Aktion Gitter verhaftet. Nach dem Krieg schloss er sich der SPD an und wurde Mitglied des Stadtrats Traben-Trarbach. 
Vom 4. Juni 1947 bis zum 17. Mai 1951 war er Mitglied des Landtags Rheinland-Pfalz. Dort gehörte er dem agrarpolitischen Ausschuss, Ernährungs- und Versorgungsausschuss, Grenzlandausschuss, Hauptausschuss, Haushalts- und Finanzausschuss und dem sozialpolitischen Ausschuss an.